# Grotte du Four de la Baume
La grotte du Four de la Baume est une grotte et un site archéologique située dans la commune de Martailly-lès-Brancion, dans les monts du Mâconnais, en Saône-et-Loire, en région Bourgogne-Franche-Comté.

## Situation
L’entrée de la grotte se trouve au lieu-dit « Le Val des Tranchées », à l’entrée du bois communal situé en contrebas du site médiéval de Brancion, quelques centaines de mètres au nord du hameau de Brancion. On y accède depuis le parking de Brancion en empruntant un sentier encadré de haies de buis et d’arbustes qui forment une voute.

## Historique
La grotte du Four de la Baume a été fouillée en 1913 par Joseph Mazenot, instituteur à Royer, ce qui nécessita d'importantes opérations de déblaiement : « Au cours du Quaternaire et des temps actuels, la grotte a servi de déversoir souterrain aux eaux de ruissellement. Le limon argileux apporté par elles, tour à tour entraîné et déposé, a fini par la combler à peu près complètement »,.

## Description
La grotte, qui s'ouvre dans des dépôts du Jurassique, fait 1,50 à 2,75 mètres de haut et 2,50 à 3 mètres de large, pour une profondeur de 25 mètres.
Elle se compose d'une première salle d'une dizaine de mètres de longueur sur 4 mètres de largeur et 3 mètres de hauteur, et d'une suite de trois couloirs tortueux s'engageant dans le sol.
La grotte, propriété de la commune de Martailly-lès-Brancion, ne se visite pas.

## Archéologie
La grotte a été occupée du Paléolithique supérieur jusqu’à la fin du haut Moyen Âge.
Trois niveaux archéologiques principaux ont été mis en évidence :
- niveau archéologique récent : tessons de poterie gauloise et gallo-romaine, une petite monnaie de Savoie du XVIe siècle ;
- niveau archéologique moyen (Néolithique récent et Âge du bronze) : poteries, ossements et crâne humains ;
- niveau archéologique ancien (Paléolithique supérieur) : ossements de chevaux, rhinocéros laineux, sangliers, rennes, cerfs, aurochs, mammouths laineux, lièvres, loups, renards, ours des cavernes, blaireaux, hyènes des cavernes, lynx.